# Јеврејска сефардска заједница у Београду
Јеврејска сефардска заједница у Београду,  датира са неким подацима још од доба Римљана, али се поуздано може рећи да боравак Јевреја на овом простору може да се испрати од 16. века. Ашкенаски Јевреји се у Београд досељавају нешто касније, и станују у другим деловима града, посебно на савској падини.
Сефарди су живели на дунавској падини, на Јалији и Дорћолу, да би се касније, после Првог светског рата почели насељавати и узбрдо, према Кнез Михаиловој улици. Најбогатије и угледније радње су биле у Кнез Михаиловој улици и на Теразијама. На Дорћолу је и даље био сам центар традиционалног живота Јевреја: Стара Синагога, стара верска и хуманитарна друштва и училишта. Највећа концентрација ових установа је била у садашњој Јеврејској улици. На углу Јеврејске и . века. Солунске улице било је ритуално купатило миква, односно, познато и под турцизмом амам., које се у хебрејским изворима спомиње још од 17. века.
Живот јеврејске сефардске заједнице у Београду, укључујући и њихову имовину је угашен током Другог светског рата, у периоду између 1941. и 1942. године.
Живот Јевреја на простору Дорћола приказана је на изложби "Прича о комшијама којих више нема" у реализацији Радио Б92, Културног центра Рекс и Јеврејског историјског музеја.

## Најважније установе јеврејске сефардске заједнице
Поред бројних јеврејских кућа у Солунској улици, налазила се јеврејска општина и школа. Први помен те зграде налазимо око 1862. године, мада се не зна тачно датум када је изграђена. По документима, за време турског бомбардовања Београда, 1862. године, Јевреји са простора Јалије су се склонили у ову зграду, пошто је пружала бољу заштиту од њихових лоше саграђених кућа од блата. Прва верска школа јешива је основана 1617. године. Основао ју је рабин Јуда Лерма. Она није дуго била отворена, пошто, након окупације Београда, Аустријанци одводе скоро целу јеврејску заједницу у ропство, 1688. године, те у наредним годинама није много грађено. У улици цара Уроша, налазила се синагога Бет Израел, која је уништена током Другог светског рата. На њеним темељима је данас Галерија фресака.

### Верски живот
Према сачуваним писаним изворима у Београду је постојало око десет синагога, посебно након досељавања, током 16. и 17. века. Стара синагога подигнута је током 18. века. Због сталних ратова и разарања у потоњем периоду, више пута је обнављана и реконструисана. Током Првог светског рата у овој синагоги је била смештена болница, а током Другог светског рата је у потпуности демолирана а ритуални предмети опљачкани или уништени. Након рата, због губитка верника, срушена је 1952. године. Налазила се у блоку кућа између Јеврејске и Солунске улице, лицем окренута ка Солунској улици.
Познати београдски трговац и добротвор Мата Леви, оставио је тестаментом 1899. године 2000 динара у тадашњој вредности Фонду за зидање синагоге у Београду. У истом тестаменту, одредио је да се, након смрти његове супруге Рахиле, прода сво његово имање и да се то, као и хартије од вредности претворе у новац од кога треба да се сазида или купи једна добра, солидна кућа која ће да вуче солидну кирију, а да се се од кирије подмиривају трошкови и одржавање нове синагоге.
Планове за изградњу синагоге уредио је архитекта Милан Капетановић а радове архитекта Виктор Азриел, а једно време и архитекта Милован Милош Коварж. Изградња синагоге је започета марта 1907. године, а већ октобра наредне године је освећена. Током Првог светског рата била је погођена и оштећено јој је било једно кубе. Приликом повлачења Немаца током Другог светског рата, 1944. године у потпуности је спаљена и демолирана.

### Јеврејска друштва
Традиционални начин организовања живота Јевреја била је јеврејска општина. Обично, уз овакву заједницу је постојало и јеврејско гробље, јеврејска школа и неколико верских и химанитарних организација или друштава, које су омогућивала да се живи у складу са прописима верских књига Торе и Талмуда.
| Удружење       | Превод имена на српски  | Сврха |
| Хевра Кадиша   | Гробљанско заведење     | Друштво се бринуло око спровода и сахрањивања преминулих чланова, као и о гробљу уопште.                                            |
| Хесед шел Емет | Истинска - права милост | Друштво је помагало најсиромашнијим Јеврејима да подигну надгробни споменик.                                                        |
| Бикур Холим    | Болесничка благајна     | Друштво је сакупљало прилоге да се помогне болеснима и да им се омогући бесплатна медицинска нега.                                  |
| Аније Аир      | Сиротињска каса         | Друштво је новчано помагало сиромашне                                                                                               |
| Кармел         |                         | Друштво је помагало сиромашним девојкама у образовању али је имало и социјалну функцију јер им је обезбеђивала и средства за мираз. |
| Малбиш аруним  |                         | Друштво се бринуло о набавци одела за сиромашну децу.                                                                               |

Поред верских и хуманитарних друштава, у јеврејској општини су деловала и разна културно-просветна и национална друштва, чији рад је интезивиран пред налетима антисемитизма у Европи. Међу националним удружењима, посебно се истичу она која негују сефардску традицију и културу. Такође, развијају се и ционистичка друштва која јачају националну свест и жељу за повратак Јевреја у прапостојбину, где би се основала нова јеврејска држава. Била су изузетно популарна међу јеврејском омладином, којој су наметнута антисемитска ограничења у школовању и запошљавању.
Јевреји у Београду су имали и низ омладинских удружења, међу којима су Хашомер Хацаир, Маген Давид, Техелет Иаван и Макс Нордау, која су се бавила васпитним радом, али и организацијом излета, логоровања, физичке активности и обуку за пољопривредне радове, а удружење Макс Нордау се посебно бавило и аматерским позориштем.

#### Јеврејско женско друштво
Улога жене у јеврејском животу је сасвим особена. Жена се сматра стубом породице и носиоцем традиције у оквиру дома и породице. Јеврејске жене у Београду су ретко знале хебрејски и причале су ладино језиком. Кроз сам језик, костим, исхрану и васпитање, преносиле су кроз генерацију традицију сефардских Јевреја. У друштвеном животу јеврејске заједнице активно су учествовале и жене, окупљене у својим друштвима, међу којима се највише истицало Јеврејско женско друштво, основано 1874. године. Иницијативу за оснивање су дале Естера Пинто, Тони Азриел и Сара Алкалај, а Јеврејска општина им је дала на располагање просторије у Солунској улици. Сврха удружења је била пружању помоћи сиромашним породиљама и болесницима, као и сиромашним девојкама. За време Бугарског рата 1885. године, чланице удружења постају болничарке, пружају сву медицинску негу, а неке од њих, као што је Нети Мунк, одлази у рат као болничарка.
Оснивање удружења је означило прекретницу у животу јеврејских жена у строго патријархалној средини, у којима углавном је причан ладино, односно шпански језик а женама је био забрањен излазак из те средине. Ове патријархалне норме постепено ће разбити учитељица Јелена Демајо, као и долазак нових, младих и школованих чланица. Током Првог светског рата, чланице поново постају болничарке, помажу избеглице и рањене. Део чланица је умро током рата. Рад је обновљен убрзо након рата. Јелена Демајо ће постати председница (1920-1941), заједно са Софијом Алмули. Уз помоћ Министарства трговине и Јеврејске општине, основана је Женска занатска школа, која ће постојати десет година, након које ће је Јеврејско женско друштво предати Министарству, због недостатка простора те ће то постати прва нижа занатска школа у Београду.
Због бриге о деци, основано је дечје опоравилиште у Боки Которској 1926. године, а у Београду је 1938. године саграђен Дом за децу и Саветовалиште за мајке, на углу улица Тадеуша Кошћушког и Високог Стефана, чији су пројекат урадили архитекте Миша Манојловић и Исак Азриел. Унутар зграде постојала су одељења за предшколску децу, трпезарија за школску децу, диспанзер за мајку и дете, као и прихватилиште. Децу су два пута недељно бесплатно прегледали лекари, фабрика Елка , браће Елиас је поклањала дечје рубље, а чланице удружења су дежурале сваки дан.
Рад Јеврејског женског друштва је нагло прекинуто Другим светским ратом и више није обнављано.

#### Српско-јеврејско певачко друштво
Неколико јеврејских интелектуалаца, међу којима су Михајло Озеровић, Хајим С. Давичо и Давид А. Коен, дошли су на идеју 1879. године да оснују Прво јеврејско певачко друштво. Непуних годину и по дана након оснивања, мења име у Српско-јеврејско певачко друштво и тај назив носи све до гашења 1941. године.
Друштво је имало велики утицај у животу Јевреја у махали али и целог Београда. Било је прво друштво у Београду са хором који је имао и световни карактер. Први председник друштва је био Аврам Меворах, први хоровођа Пера Димић. Након њега је дошао Михајло Озеровић, све до доласка Мокрањца. У почетку, хор је био искључиво мушки, али од 1899. године, оснива се и мешовити хор. При ашкенаској општини у Београду, 1934. године, основан је Јеврејски академски хор, чији су чланови углавном били ученици и студенти. Убрзо, постојање два јеврејска хора у Београду се показало сувислим, те се овај хор спојио са Српско-јеврејским певачким друштвом. Заједно су одржали један концерт духовне музике и један концерт на Радио Београду. Српско-јеврејско певачко друштво је доживело сличну судбину као и друга јеврејска удружења и угашен је 1941. године. Обнавља рад под именом хор "Браћа Барух", да би од 2010. године, поново узело старо име.

#### Онег Шабат и Гемилут Хасадим
Зграда ова два јеврејска хуманитарна удружења је саграђена 1923. године. Зграду је пројектовао архитекта Самуел Сумбул, а радове извео инжењер Х. Исаковић. Према сачуваним документима, изградња је започета 1922. године. У згради је би смештен Дом стараца и старица, па је 1929. године затражена дозвола да се подигне приземна зграда у дворишту у којој би били станови за запослене у том дому.
Плац је припадао Јеврејској сефардској заједници, која је 1938. године поверила архитекти Исаку Азриелу да у истом дворишту подигне још један, мањи објекат за чување грађевинског материјала.
Сама зграда је подигнута као двоспратна, у веома декоративном, еклетичком стилу. На фасади постоје два натписа. Први, на висини другог спрата, исписан хебрејским и ћириличним словима исписани су називи удружења: Онег Шабат и Гемилум Хасадим. Други натпис је био на хебрејском, а данас има превод, смештен у медаљону и гласи: Не одбаци ме у годинама старости, не напусти ме, када ме снага изда. У приземљу су две велике сале, а на спратовима су били станови. Велика сала је служила за све врсте јавних скупова, разна друштвена окупљања, општинске предизборне скупове, али и верске и свадбене свечаности. Повремено је служила и као синагога.
Од 1994. године, све до 2018. године, када је зграда реституцијом враћена Јеврејској општини, у њој је био смештен Културни центар Рекс и Фонд Б92.

## Јеврејска штампа
Прве јеврејске књиге су штампали београдски рабини, углавном своје књиге - расправе и углавном ван Београда. Прва књига је књига рабина Меира Анђела, штампана у Кракову 1616. године, а књига рабина Јехуде Лерме је штампана у Венецији 1647. године. Књига Јосефа Алмослина је штампана у Цариграду 1723. године. Након отварања Књажевске штампарије . београдски Јевреји штампали су своје књиге у Београду, па их је током 19. век штампано преко педесет. Углавном су то били молитвеници, ритуали, приручници.
Београд је био једно од главних седишта у којима су се појављивали јеврејски листови. Њихово појављивање је почело још у 19. веку, али је углавном било информативног и просветитељског духа. Први београдски јеврејски лист El amigo del pueblo (срп. Народни пријатељ) штампан је на ладино језику, хебрејским словима, са насловом и на српском језику. Излазио је у периоду од 1888-1892. године. У периоду од 1906. излази, али по потреби Бешалом.
Након Првог светског рата излази неколико листова, који нису били дугог века. У периоду од 1920. године до 1924. године, појавило се неколико листова на српском језику са понеким текстом на ладину, као што је био Гласник, који је излазио од 1920. до 1924. године. Најзначајнији београдски лист био је Весник сефардске вероисповедне општине , који је излазио у периоду од 1938-1941. године
Поред ових листова, у Београду су излазила и гласила Савеза Јеврејских вероисповедних општина, намењена јеврејској заједници на читавој територији Краљевине Југославије.Један од најквалитетнијих и најобимнијих јеврејских часописа је био Јеврејски календар, који је излазио током 1935. до 1941. године, у Београду и Загребу. Поред календарског дела, статистичких података и забавног дела за децу, главни део календара су чинили текстови из историје, преводи и књижевни прилози.

## Крај сефардске заједнице у Београду
Након бомбардовања Београда 6. априла 1941. године, започело је страдање народа Југославије, а нарочито југословенских Јевреја. Непосредно након уласка у Београд, Гестапо је приступио мерама које су водиле ка "Коначном решењу јеврејског питања" (нем. Endlösung der Judenfrage). У саставу Гестапоа у Београду, постојао је Реферат за јеврејска питања. Одмах по доласку Немаца у Београд, забрањен је сваки даљи рад и сефардске и ашкенаске јеврејске вероисповедне општине и сва њихова имовина је опљачкана. Формирано је Председништво јеврејске заједнице, преко које је Гестапо издавао наређења која су се односила на све Јевреје у Београду. Контролу спровођења антисемитских мера прописаних од стране Гестапоа, имао је Одсек за јеврејска питања у саставу Управе града Београда.
Посебне противјеврејске мере у првој етапи (од априла до августа 1941. године) су била: попис свих Јевреја, обележавање жутим тракама, хапшења виђенијих Јевреја, избацивање из свих служби, али и принудни радови, убијање талаца, пљачкање имовине, те одвођење у сабирни логор Топовске шупе и логоре смрти Бањица и Сајмиште.
- Већ 16. априла 1941. године, издата је наредба о обавезном пријављивању свих Јевреја у Београду и наредба о ношењу жуте траке у јавности.
- Почетком маја 1941. године, прописана је Уредба о присилном раду Јевреја у трајању од 17 до 18. часова дневно, за мушкарце од 14 до 60 година старости, а за жене од 16 до 60 година.
- Почетком маја, Јеврејима је започето издавање посебних белих личних карата.[10]
- Наредбом Војног заповедника за Србију од 30. маја 1941. године, Јевреји су стављени ван постојећих закона. Јеврејима је одузето право на напуштање места становања, коришћење јавних превозних средстава, посећивање јавних локала и приредаба, ограничено им је кретање одређеним улицама, напуштање стана током полицијског часа, обављање лекарске, ветеринарске, апотекарске и адвокатске праксе. Сви Јевреји су су отпуштени из државних и других служби. Отпочела је обавезна пријава имовине.[11]
- Крајем јуна месеца 1941. године, појављивале су се прве наредбе о појединачним или групним хапшењима и стрељањима Јевреја као одмазда за диверзије у граду.

У другој етапи, од августа до октобра 1941. године, спроведено је интернирање Јевреја мушкараца од 14 година старости па надаље. Трећа етапа, која ће трајати до краја 1941. године, је етапа у којој су стрељани готово сви мушкарци. Жене и деца су интернирана 8. децембра у логор Сајмиште. Од јануара до маја 1942. године, сви преостали Јевреји, и мушкарци и жене и деца, су стрељани у оквиру логора. Од предратних 11000 Јевреја, рат ће преживети свега неколико стотина.

### Јеврејска болница
Наредбом Бојног заповедника за Србију, од краја маја 1941. године, Јеврејима је било забрањено лечење у здравственим установама у Београду и наређено је да образују сопствену здравствену службу. У саставу те службе су смели да раде искључиво јеврејски здравствени радници. Јевреји су морали сопственим средствима обезбедити функционисање ове службе. Немци су често упадали у просторије и узимали опрему и лекове. Јеврејска здравствена служба је обухватала следеће здравствене установе:
- Јеврејска болница у просторијама Јеврејског женског друштва. Управник болнице је био др Букић Пијаде, гинеколог, и од почетка је ту радио већи број лекара специјалиста. На почетку је имала 100 лежајева, али већ од 1942. године, уследио је већи прилив жена и деце из логора Сајмиште, те је број повећан на 800.
- Јеврејска амбуланта на Ташмајдану
- Јеврејска амбуланта бр 1. - смештена у згради јеврејског културног друштва Онег Шабат у Јеврејској улици.
- Рејонска здравствена служба, која је радила патронажну службу

Све службе, сем Јеврејске болнице су расформиране почетком децембра 1941. године, након ликвидирања скоро свих београдских и банатских Јевреја мушкараца у логору Топовске шупе или на Бањици. Сама Јеврејска болница је угашена 23. марта 1942. године, након ликвидирања свих болесника уз помоћ покретних гасних комора, познатих душегупки. Највећи део запослених је ухапшен између 18. и 19. марта 1942. године и ликвидиран.